# Louder than Words (bài hát)
"Louder than Words" là một ca khúc thu âm bởi nam DJ người Pháp David Guetta và nhà sản xuất, DJ người Hà Lan Afrojack. Trong ca khúc có sự góp giọng của Niles Mason. "Louder than Words" được phát hành kỹ thuật số trên toàn thế giới vào ngày 2 tháng 7 năm 2010. Trên bảng xếp hạng của Áo, ca khúc đạt vị trí #35.

## Danh sách ca khúc
| Tải kỹ thuật số | Tải kỹ thuật số                                              | Tải kỹ thuật số |
| STT             | Nhan đề                                                      | Thời lượng      |
| --------------- | ------------------------------------------------------------ | --------------- |
| 1.              | "Louder Than Words (Radio Edit)" (hợp tác với Niles Mason)   | 3:04            |
| 2.              | "Louder Than Words (Original Mix)" (hợp tác với Niles Mason) | 6:00            |
| 3.              | "Louder Than Words (Album Edit)" (hợp tác với Niles Mason)   | 4:18            |

## Xếp hạng
| Bảng xếp hạng (2010)   | Vị trí cao nhất |
| ---------------------- | --------------- |
| Áo (Ö3 Austria Top 40) | 35              |

## Lịch sử phát hành
| Quốc gia | Ngày               | Định dạng       | Hãng đĩa    |
| -------- | ------------------ | --------------- | ----------- |
| Pháp     | 2 tháng 7 năm 2010 | Tải kỹ thuật số | Virgin, EMI |